# IOS 16
IOS 16 is een mobiel besturingssysteem voor iPhones dat is ontwikkeld door Apple Inc. Het werd aangekondigd tijdens de Worldwide Developers Conference op 6 juni 2022 en kwam op 12 september 2022 beschikbaar voor het publiek.

## Functies
Nieuw in iOS 16 is dat het toegangsscherm kan worden aangepast, zoals met een ander lettertype en een widget voor het tonen van het weer, de agenda, tijdzones, wekkers en Activiteit-ringen. Daarbij kunnen meerdere toegangsschermen worden aangemaakt, elk met een aan te passen stijl.
Verbeteringen zijn aangebracht aan onder meer Meldingen, Berichten, de Focus-functie en lopende activiteiten op het toegangsscherm. Nieuwe functies zijn ook toegevoegd aan Mail, Safari, Kaarten en de Gezondheid-app. Ten slotte kan een iCloud-fotobibliotheek worden gedeeld met meerdere gebruikers.

## Ondersteuning
Alle apparaten met een Apple A11-processor en nieuwer worden ondersteund binnen iOS 16. Hierdoor kwam ondersteuning voor de iPhone 6S (Plus), iPhone 7 (Plus), iPhone SE (eerste generatie) en de iPod Touch (zevende generatie) te vervallen.
- iPhone 8 (Plus)
- iPhone X
- iPhone XS (Max)
- iPhone XR
- iPhone 11 (Pro en Max)
- iPhone SE (2020) (2e generatie)
- iPhone 12 (Mini, Pro en Max)
- iPhone 13 (Mini, Pro en Max)
- iPhone SE (2022) (3e generatie)
- iPhone 14 (Plus, Pro en Max)